# Chci domů
Chci domů (v originále I Want to Go Home) je francouzský hraný film z roku 1989, který režíroval Alain Resnais. Snímek měl světovou premiéru na filmovém festivalu v Benátkách v září 1989.

## Děj
Joey Wellman je obyvatel Clevelandu a tvůrce komixu. Vydává se do Francie, kde se koná výstava na téma komiksu. Jeho skutečnou motivací je ale najít svou dceru Elsie, která už dva roky studuje v Paříži, kam prchla před americkou kulturou, kterou nenávidí, a svého otce, který je jejím typickým produktem. Joey je ohromen tím, že celý svět nemluví anglicky i dalšími zvláštnostmi evropského života.
Joeyho partnerka Lena se přesto snaží užít si romantickou Paříž. Elsie se schválně nesetká se svým otcem na letišti, ani nejde na výstavu komiksů. Otec a dcera se konečně znovu setkají, ale pohádají se. Joey navrhne, aby jeho dcera přijela a strávila víkend na venkovském domě pařížského intelektuála, kterého potkal toho večera. Elsie nechce, až když si uvědomí, že dotyčný je Christian Gauthier, specialista na Flauberta, kterého se Elsie marně snaží přimět, aby si přečetl její diplomovou práci.

## Obsazení
| Adolph Green          | Joey Wellman            |
| Ludivine Sagnier      | dívka                   |
| Laura Benson          | Elsie Wellman           |
| Linda Lavin           | Lena Apthrop            |
| Gérard Depardieu      | Christian Gauthier      |
| Micheline Presle      | Isabelle Gauthier       |
| John Ashton           | Harry Dempsey           |
| Geraldine Chaplinová  | Terry Armstrong         |
| Caroline Sihol        | Dora Dempsey            |
| François-Éric Gendron | Lionel Cohn-Martin      |
| Georges Fricker       | Roxan Darcel            |
| Lucienne Hamon        | paní Roget              |
| Anne Teyssèdre        | host u Christiana       |
| Catherine Arditi      | pekařka                 |
| Françoise Bertin      | zákaznice               |
| Patrick Bonnel        | řezník                  |
| Jean Champion         | taxikář                 |
| Emmanuelle Chaulet    | Christianova sekretářka |
| Jean-Marc Cozic       | Tintin                  |
| Pierre Decazes        | automechanik            |
| Alain Fromager        | student                 |
| Raphaëline Goupilleau | studentka               |
| Peter Hudson          | Spectre                 |
| Anne Roussel          | mladá unavená žena      |
| Isabelle Turpault     | Catwoman                |
| Philippe Dusseau      | host v masce            |